# Szklanka wody
Szklanka wody – ósmy album studyjny zespołu Bajm. Wydany został 11 września 2000 roku przez wytwórnię EMI Music Poland. Album otrzymał status podwójnej platynowej płyty i był notowany na liście OLiS przez dwa lata. Promowało go aż sześć singli „Lola, Lola”, „Szklanka wody”, „Modlitwa o złoty deszcz”, „O Tobie”, „Plama na ścianie” i „Lublin – Grodzka 36a”. Jest to jeden z najlepiej sprzedających się albumów początków XXI wieku; sprzedał się w nakładzie ponad 200 tysięcy egzemplarzy. W marcu 2001 zdobył Fryderyka w kategorii „Album roku rock/pop–rock”. Piracka wersja płyty która także była dostępna na rynku, zawierała dodatkowo siedem innych utworów. Pięć z nich pochodzi z solowej płyty wokalistki Beata z 1998, „Tyle chciałem Ci dać” zespołu Universe nagrany z Beatą w 1993 oraz „Kraina miłości” z płyty Ballady z 1997.

## Lista utworów
1. „Lola, Lola” (Adam Drath – Beata Kozidrak) – 3:30
2. „O Tobie” (Beata Kozidrak – Beata Kozidrak) – 3:21
3. „Szklanka wody” (Piotr Bielecki – Beata Kozidrak) – 4:13
4. „Każdy nowy dzień” (Jarosław Pruszkowski – Beata Kozidrak) – 3:29
5. „Wyspa bezludna” (Jarosław Pruszkowski – Beata Kozidrak) – 3:53
6. „Jak kobieta” (Adam Drath – Beata Kozidrak) – 3:25
7. „7 gór, 7 rzek” (Adam Drath – Beata Kozidrak) – 3:13
8. „Modlitwa o złoty deszcz” (Adam Abramek, Paweł Sot – Beata Kozidrak) – 3:52
9. „12 stopni” (Beata Kozidrak – Beata Kozidrak) – 3:52
10. „Mandarynki, pomarańcze” (Adam Drath – Beata Kozidrak) – 3:27
11. „Lublin – Grodzka 36a” (Adam Abramek, Paweł Sot – Beata Kozidrak) – 3:28
12. „Chodź do mnie chodź” (Adam Drath – Beata Kozidrak) – 4:10
13. „Kamienny las” (Jarosław Pruszkowski – Beata Kozidrak) – 2:54
14. „Plama na ścianie” (Adam Drath – Beata Kozidrak) – 3:07

Bonus
1. „Tyle chciałem Ci dać” (Universe & Beata Kozidrak) – 4:46
2. „Olek” (Beata) – 3:42
3. „Żal mi tamtych nocy i dni” (Beata) – 4:27
4. „Siedzę i myślę” (Beata) – 4:15
5. „Dakota” (Beata) – 3:17
6. „Taka Warszawa” (Beata) – 4:19
7. „Kraina miłości” (Ballady) – 4:27

## Teledyski
- Szklanka wody
- Modlitwa o złoty deszcz
- O Tobie